# اندی مایرز
 اندی مایرز  (به انگلیسی: Andy Myers) (زاده ۳ نوامبر ۱۹۷۳ - هانسلو) بازیکن فوتبال اهل انگلستان است. وی سابقه عضویت در باشگاه‌های چلسی و برادفورد سیتی را دارد.